# José Antonio Malagón Rubio
José Antonio Malagón Rubio (Elx, Baix Vinalopó; 28 de maig de 1988) més conegut com a Josete és un futbolista valencià. Juga de defensa, i el seu equip actual és l'UCAM Murcia CF.

## Carrera de club
Nascut a Elx, Josete es va formar al planter de l'Elx CF, i va debutar com a sènior amb l'Elx Club de Futbol Il·licità la temporada 2007–08 a Tercera Divisió. El 19 de juny de 2010, va jugar el seu primer partit com a professional amb el primer equip il·licità, actuant en els darrers vuit minuts d'una victòria per 4–1 a casa sobre la Reial Societat en partit de Segona Divisió.
Els anys següents, Josete va competir a Segona Divisió B, representant el Deportivo Alavés, Zamora CF i Cadis CF. El 22 de gener de 2016, va retornar a segona divisió firmant un contracte per 18 mesos amb el Reial Oviedo.
El 12 de juliol de 2016, Josete va tornar a l'Elx CF. El següent 29 de juny, després de baixar de categoria, va signar contracte per dos anys amb el CD Lugo, també de segona.